# Nomada oregonica
Nomada oregonica är en biart som beskrevs av Cockerell 1903. Nomada oregonica ingår i släktet gökbin, och familjen långtungebin. Inga underarter finns listade i Catalogue of Life.